# Tanhum Cohen-Mintz
Tanhum Cohen-Mintz (in ebraico תנחום כהן-מינץ‎?; Riga, 8 ottobre 1939 – Tel Aviv, 11 ottobre 2014) è stato un cestista israeliano.
Era il padre di Uri Cohen-Mintz.

## Carriera
Con Israele ha disputato quattro edizioni dei Campionati europei (1961, 1963, 1965, 1967).

## Palmarès
- Campionato israeliano: 11

Maccabi Tel Aviv: 1956-57, 1957-58, 1958-59, 1961-62, 1962-63, 1963-64, 1966-67, 1967-68, 1969-70, 1970-71, 1971-72
- Coppa di Israele: 10

Maccabi Tel Aviv: 1957-58, 1958-59, 1960-61, 1962-63, 1963-64, 1964-65, 1965-66, 1969-70, 1970-71, 1971-72